# خوزه لیفانته
خوزه لیفانته (اسپانیایی: José Lifante‎؛ ۳ ژوئن ۱۹۴۳ – ۱۶ ژانویهٔ ۲۰۲۴) بازیگر اهل اسپانیا بود.
از فیلم‌ها یا برنامه‌های تلویزیونی که وی در آن نقش داشته‌است، می‌توان به امکانش هست؟، پروانه روی شانه و داجون اشاره کرد.